# Stomatološki laser
Stomatološki laser je posebna vrsta aparata namenski proizvedena za primenu u oralnoj hirurgiji i/ili stomatologiji. 

## Istorija
Na globalnom nivou, upotreba lasera u stomatologiji je prvi put odobrena početkom devedesetih godina 20. veka, da bi njihova primena na tvrdim tkivima kao što su zubi ili kost donje vilice (mandibule) u oralnoj hirurgiji upotrebnu dozvolu dobila 1996. godine. Od tada u upotrebi je nekoliko vrsta stomatoloških lasera sa različitim talasnim dužinama, što omogućava njihovu bolju i selektivniju primenu u različitim oblastima.

## Vrste lasera u stomatologiji
Uobičajeni laseri koji se danas koriste u različitim oblastima kliničke stomatologije su — argon, KTP, HeNe, diodni, Nd: IAG, ErCr: ISGG, Er: IAG i CO2  laseri. Među njima su i He-Ne laser i diodni laser (632 nm) sa malom snagom, koji se primenjuju za fotodetekciju i fotodinamičku terapiju (PDT). 
Područja primene navedenih lasera uglavnom uglavnom uključuju ove oblasti: 
- parodontologiju,
- endodonciju,
- lečenje tvrdih tkiva,
- hirurgiju mekih tkiva i
- estetsku stomatologiju.

## Uobičajene vrste stomatoloških medicinskih lasera i njihove glavne indikacije
| Oblast medicine | Vrsta lasera                                                  | Glavne indikacije |
| --------------- | ------------------------------------------------------------- | --- |
| Stomatologija   | Argon, KTP, HeNe, diode, Nd : YAG, ErCr : YSGG, Er : YAG, CO2 | - Paradontoze - Inficirani korenski kanali - Karijes - Priprema kaviteta - Operacija mekog tkiva - Izbeljivanje zuba |

### Laser u paradontologiji
Parodontne bolesti su među najčešćim zaraznim bolestima, kod 75% ljudi u dobi od 35 do 44 i 95% populacije starije od 65 godina pogođeni.  Većina patogenih bakterija u usnoj šupljini su kao kompleksni agregati (biofilmi) na površinama zubi (poznati kao zubni plakovi). Akumulacija ovih bakterijske biofilme na površini zuba iznad nivoa gingivna margina uzrokuje progresivno otapanje gleđi i dentina koji leži ispod nje, i indukuje karijes. Tretmani tako stvorene karijesne lezije uključuju eliminaciju inficiranog dentina bušenjem i restauracijom zuba punjenjem raznim materijalima. Međutim, umesto uklanjanja infektivnih mikroorganizama bušenjem, privlačniji alternativni pristup je ubijanje bakterija in situ. 
Skorašnja istraživanja su pokazala da su bakterije prisutne u zubnim plakovima i karijes je podložan smrtonosnoj fotosenzibilizaciji fotosenzibilizatorom uz pomoć lasera. To bi pomoglo ne samo da se spreči zubni karijes, več i da eliminiše zaraženi dentin.
Parodontitis je hronična upala desni izazvamna kumulacije bakterijskih biofilmova na površini korena zuba ispod nivo margine desni (subgingivna plaka). Bakterijski biofilm izaziva razaranje parodontnog ligamenta i stvara džep između zuba i desni (parodontni džep), što dovodi do otpuštanja i eventualnog gubitka zuba. Fizičko uklanjanje subgingivnih biofilma u kombinaciji sa topikalna primena antimikrobnih sredstava na parodont džep je konvencionalna terapija. Međutim, teško je održavaju terapeutske koncentracije antimikrobnih agenasa zbog razblaživanja pljuvačke i gingivalne crevicularne tečnosti. Fotodinamička terapija (PDT) je izvodljiva, pošto se fotosenzibilizator može direktno primeniti u parodontni džep zračenjem kroz tanko gingivalno tkivo ili preko postavljenog optičkog vlakna u džep. Brojne studije su pokazale da fotodinamička terapija može efikasno ubija periodontopatogene bakterije

### Laser u lečenju inficiranih korenskih kanala
U slučaju inficiranog sistema korienskih kanala, rutinski ondodontski tretman je da mehanički uvećaju kanale nakon čega sledi primena antibiotika i punjenje zahvaćenog prostora. Međutim, kompleksna anatomija korenskih kanala otežava ili praktično onemogućava rutinske postupke da se potpuno ukloni bakterija. U ovim uslovima fotodinamička terapija može ponuditi alternativu za dezinfekciju i sterilizaciju kanala usled lakog pristupa fotosenzibilizatora i svetlosti. Sveukupno, prednosti fotodinamičke terapije u odnosu na konvencionalne antimikrobne agense su:
- (a) brži proces ubijanja bakterija (sekunde do minute),
- (b) može se ponoviti bez izazivanja rezistenciju na lekove i
- (c) sparing okolna tkiva.

Argon za ekscitiranje hidroksiapatita koriste diodni laseri male snage i bakterijski nusproizvodi za detekciju fluorescencije i kvantifikaciju početnih okluzalnih i karijesnih lezija zuba u jamama i pukotinama. Ova tehnika fluorescencije ima veću osetljivost od konvencionalnih vizuelnih i taktilnih metoda.

### Lečenje karijesa i priprema kaviteta
Pošto kod izlaganje laserom ne postoji rizik od jonizovanja zračenja, to omogućava njegovu čestu upotrebu za obradu zubih lezije  Kao najbolja metoda pokazala se kombinacija dva sistema u jednom uređaju — sistema za detekciju fluorescencije sa terapeutskim laserom, što omogućava istovremeno dijagnozu i lečenje stomatoloških oboljenja.
Laseri tipa — ErCr: ISGG i Er: IAG laseri, koji rade na talasnim dužinama od 2.780 nm i 2.940 nm koriste se za tretman čvrstih zubnih tkiva, uključujući uklanjanje karijesa i pripremu šupljine (kaviteta) zuba za pinjenje, bez značajnih termičkih efekata, kolateralnih oštećenja strukture zuba i nelagodnosti za pacijenta. To je zato što normalna zubna gleđ sadrži dovoljno vode, a ove talasne dužine lasera bazirane su na apsorpciji vode, tako da mogu postići efektivnu ablaciju na temperaturama znatno ispod tačke topljenja i isparavanja gleđi. Na primer, najviše Neugodna komponenta u stomatološkom tretmanu je verovatno bušilica. Kako Er: IAG i CrEr: ISGG laseri mogu bušiti u gleđi i dentinu, oni mogu zameniti zubnu bušilicu sa minimalnim bolom i bez buke ili vibracija.
Iako se karbon dioksidni lasererski zrak takođe jako apsorbuje u čvrstim zubnim tkivima, on nije pogodan za bušenje i sečenje gleđi i dentina jer njegova dublja termalna apsorpcija može oštetiti zubnu pulpu. 

### Laser u oralnoj hirurgiji
Brojni hirurški zahvati na mekim tkivima mogu biti izvedeni se sa laserima uključujući:
- gingivektomiju i gingivoplastiku,
- uklanjanje pigmentacije gingive,
- frenektomiju,
- vestibuloplastiku,
- uklanjanje afta,
- eksciziju tumora, itd.

Argon, KTP, Nd: IAG, ErCr: ISGG i Er: IAG laseri se obično koriste za manje operacije mekog tkiva, dok su CO2 laseri pogodni za veće intervencije u mekom tkivu,zbog efikasna apsorpcija mnogih uobičajenih dentalnih lasera vode i hemoglobina u oralnim tkivima.
Glavne prednosti laserske operacije mekog tkiva su smanjeno krvarenje i manji bolovi.

### Laser u estetskoj stomatologiji
Laseri se takođe mogu koristiti za estetskoj stomatologiji kao što je npr. izbeljivanje zuba. 
Dioda (810–980 nm) i CO2 (10.600 nm) laseri se koriste za indukovanje fototermalnog izbeljivanja; dok se argoni (514.5 nm) i KTP (532 nm) laseri koriste za fotohemijsko izbeljivanje zuba zbog činjenice da se njihove talasne dužine dobro uklapaju sa maksimalnom apsorpcijom (510–540 nm) kelatnih jedinjenja formiranih između apatita, porfirina i tetraciklinskih jedinjenja.

## Bezbednost u primeni
Bezbedna primena lasera podrazumeva dobru obuenost osoblja za njihovu primenu i preduzimanje adekvatnih mera u zaštiti kako pacijenata tako i osoblja. A da bi se obezbedila adekvatna zaštita neophodna je opšta edukacija o ovim aparatima (efikasnost, sigurnost) kao i pravilan izbor indikacija za njihovu primenu. 
Svaki lekar bi pre primene lasera morao znati:
- osnovne karakteristike lasera,
- mere zaštite koje bi trebalo preduzeti prilikom njihove upotrebe.

Ameriki nacionalni standard za bezbednu upotrebu lasera je propisao i preporuČio mere zdravstvene zaštite (ANSI 2136.3-1988)67 koje je neophodno preduzeti prilikom korišćenja lasera.
Važno je napomenuti da je prilikom korišćenja lasera neophodno da i pacijent i terapeut imaju odgovarajuće zaštitne naočare. Zaštita očiju mora biti obezbeđena i kod celokupnog personala u zoni laserskog zračenja.

## Spoljašnje veze
|  | Molimo Vas, obratite pažnju na važno upozorenje u vezi sa temama iz oblasti medicine (zdravlja). |